# Nosson Tzvi Finkel
Pour les articles homonymes, voir Finkel.
Nosson Tzvi Finkel ou Nathan Zvi Finkel, né dans l'Empire russe en 1849 à Rossieny (Россиены) en actuelle Lituanie (aujourd'hui Raseiniai) et mort en 1927 à Jérusalem en Palestine mandataire, est un rabbin reconnu pour son érudition et sa sagesse. Il fonda la Yechiva  de Slobodka et la Yechiva Knesset Israel (« Rassemblement d'Israël ») (la Yechiva de Hébron), dont il ouvrit une branche en 1926 à Hébron en Eretz Israel (Palestine mandataire),.
Dans son système éducatif, Finkel mettait en avant le besoin de la recherche de la perfection et de l'amour de la vérité ainsi que de l'importance de la spiritualité dans la vie quotidienne.
Connu en tant que « Sage de Slobodka », ses étudiants devinrent dirigeants de nombreuses Yeshivot de « style lituanien » aux États-Unis et en Israël.

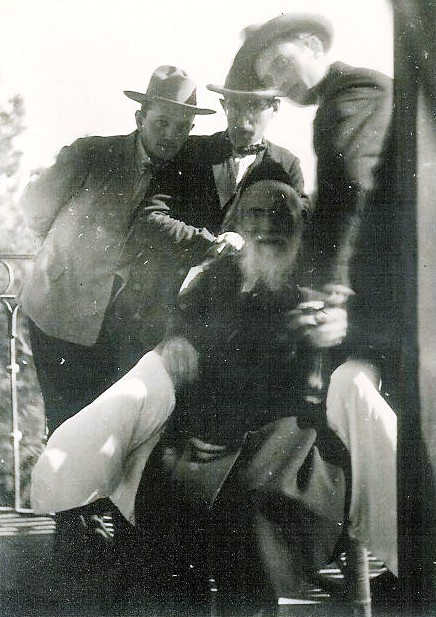
Nosson Tzvi Finkel (l'Alter de Slabodka) avec des étudiants à Hébron.